# Don't Scream
Don't Scream è un cortometraggio muto del 1923 scritto e diretto da Al Herman (Albert Herman).

## Produzione
Il film fu prodotto dalla Century Film.

## Distribuzione
Distribuito dall'Universal Pictures, il film - un cortometraggio in due bobine - uscì nelle sale cinematografiche USA il 17 ottobre 1923.